# 2 złote wzór 1994
2 złote wzór 1994 – moneta dwuzłotowa, bimetaliczna, wprowadzona do obiegu w dniu denominacji z 1 stycznia 1995 r., zarządzeniem z 29 listopada 1994 r.
Dwuzłotówka jest bita od 1994 r.

## Awers
W centralnym punkcie, na wewnętrznym rdzeniu, umieszczono godło – orła w koronie, pod łapą orła, z prawej strony, znak mennicy – litery M W, na zewnętrznym pierścieniu, z otokiem na zewnątrz i wewnątrz, dookoła napis: „RZECZPOSPOLITA POLSKA”, a na samym dole rok bicia.

## Rewers
Na tej stronie znajdują się: centralnie na rdzeniu wypukła cyfra 2 nominału, tło monety z wypukłym karbowaniem – poziomym z prawej i pionowym z lewej, w tle duża, płaska cyfra 2, z obu stron nominału wklęsłe gałązki, na samym dole, na pierścieniu zewnętrznym napis: „ZŁOTE”.

## Nakład
Monetę jest bita w na krążku bimetalicznym o średnicy 21,5 mm, o wewnętrznym 12-milimetrowym rdzeniu z miedzioniklu MN25 i zewnętrznym pierścieniu z brązalu (CuAl6Ni2), masie 5,21 grama, z rantem gładkim, według projektu Ewy Tyc-Karpińskiej, w Mennicy Państwowej / Polskiej (S.A.). Do roku 2023 nakłady monety w poszczególnych latach przedstawiały się następująco:
| Lp. | Rocznik | Mennica                                      | Nakład (sztuk) | Uwagi                                                                                |
| --- | ------- | -------------------------------------------- | -------------- | ------------------------------------------------------------------------------------ |
| 1   | 1994    | Mennica Państwowa                            | 79 644 000     |                                                                                      |
| 2   | 1995    | Mennica Państwowa                            | 122 880 020    | istnieją destrukty mennicze stempla odwróconego                                      |
| 3   | 2005    | Mennica Państwowa S.A. / Mennica Polska S.A. | 5 000 000      |                                                                                      |
| 4   | 2006    | Mennica Polska S.A.                          | 5 000 000      |                                                                                      |
| 5   | 2007    | Mennica Polska S.A.                          | 20 000 000     |                                                                                      |
| 6   | 2008    | Mennica Polska S.A.                          | 15 000 000     |                                                                                      |
| 7   | 2009    | Mennica Polska S.A.                          | 62 000 000     |                                                                                      |
| 8   | 2010    | Mennica Polska S.A.                          | 15 000 000     |                                                                                      |
| 9   | 2014    | Mennica Polska S.A.                          | 28 000 000     |                                                                                      |
| 10  | 2015    | Mennica Polska S.A.                          | 34 350 000     |                                                                                      |
| 11  | 2016    | Mennica Polska S.A.                          | 35 150 000     |                                                                                      |
| 12  | 2017    | Mennica Polska S.A.                          | 30 900 000     |                                                                                      |
| 13  | 2018    | Mennica Polska S.A.                          | 37 425 000     |                                                                                      |
| 14  | 2019    | Mennica Polska S.A.                          | 27 975 000     | istnieją również kolekcjonerskie wersje tego rocznika wybite w złocie oraz w srebrze |
| 15  | 2020    | Mennica Polska S.A.                          | 33 525 000     |                                                                                      |
| 16  | 2021    | Mennica Polska S.A.                          | 40 950 000     |                                                                                      |
| 17  | 2022    | Mennica Polska S.A.                          | 41 325 000     |                                                                                      |
| 18  | 2023    | Mennica Polska S.A.                          | 30 225 000     |                                                                                      |
| 19  | 2024    | Mennica Polska S.A.                          | 43 050 000     |                                                                                      |

## Opis
W 2005 r. Mennica Polska, z okazji 10 lat w obiegu, wyemitowała zestawy kwadratowych klip okolicznościowych, w skład których wchodził również numizmat przedstawiający w centralnej części po obu stronach rysunki awersu i rewersu dwuzłotówki wzór 1994. Na awersie w miejscu cyfr określających rok bicia umieszczono napis „1995–2005”. Numizmaty te powstały na metalicznych kwadratach 32 × 32 mm w czterech wersjach:
- krążek wewnętrzny w miedzioniklu, część zewnętrzna w brązalu (tak samo jak w przypadku monety wprowadzonej do obiegu) – masa 18,2 grama, nakład 5000 sztuk,
- w miedzi – masa 19,5 grama, nakład 2000 sztuk,
- w srebrze Ag925 – masa 20,81 grama, nakład 1000 sztuk,
- w złocie Au900 – masa 39 gramów, nakład 50 sztuk.

Ponieważ emitentem zestawów okolicznościowych była Mennica Polska, a nie Narodowy Bank Polski, numizmaty te nie są monetami w dosłownym tego słowa znaczeniu. Mimo to, w niektórych polskich katalogach wymieniane są na równi z monetami obiegowymi.
27 lutego 2019 r. zostały wprowadzone przez Narodowy Bank Polski do sprzedaży (obiegu) wersje rocznika 2019 wybite w srebrze (5000 sztuk) i złocie (1000 sztuk) będące częścią zestawów kolekcjonerskich upamiętniających stulecie wprowadzenia złotego
.

## Wersje próbne
Istnieje wersja tej monety należąca do serii próbnych w niklu z roku 1994, z wypukłym napisem PRÓBA, wybita w nakładzie 500 sztuk oraz wersja próbna technologiczna, z 1995 r., w miedzioniklu, z wypukłym napisem PRÓBA, w nieznanym nakładzie.